# Ferienlandeisenbahn Crispendorf
| Streckenlänge: | 1,4 km              |                         |                         |
| Spurweite: | 600 mm (Schmalspur) |                         |                         |
| Maximale Neigung: | 45 ‰                |                         |                         |
| Streckengeschwindigkeit: | 10 km/h             |                         |                         |
| |                     |                         |                         |
| \| \| \| \| \| \| \| \| Bahnhof Stollen \| \| \| \| \| \| \| \| \| \| Ferienland \| \| \| \| \| Bahnhof Festwiese \| \| \| \| \| \| \| \| \| \| Ferienland Hauptbahnhof \| \| \| \| \| \| \| |                     |                         |                         |
| Strecke von links · Strecke von rechts |                     |                         |                         |
| Strecke · Dienststation / Betriebs- oder Güterbahnhof |                     | Bahnhof Stollen         | Bahnhof Stollen         |
| Strecke nach links · Abzweig geradeaus und von rechts |                     |                         |                         |
| Bahnübergang |                     | Ferienland              | Ferienland              |
| Bahnhof |                     | Bahnhof Festwiese       | Bahnhof Festwiese       |
| Strecke von links · Abzweig geradeaus und nach rechts |                     |                         |                         |
| Strecke · Bahnhof |                     | Ferienland Hauptbahnhof | Ferienland Hauptbahnhof |
| Strecke nach links · Strecke nach rechts |                     |                         |                         |

Die Ferienlandeisenbahn Crispendorf ist eine Parkeisenbahn mit 600 Millimetern Spurweite, die 1954 als Pioniereisenbahn im Schleizer Ortsteil Crispendorf in Thüringen erbaut wurde.

## Geschichte
Die Bahn wurde 1954 auf einem zunächst 300 Meter langen Rundkurs im Pionierlager „Karl Marx“ der SDAG Wismut in Crispendorf unter dem Namen Pionierexpress eröffnet. Anfang der 1960er Jahre wurde die Strecke über den Appellplatz zum Schaubergwerk erweitert; zwischen 1981 und 1982 wurde die Strecke wegen des Baues zweier Bettenhäuser auf den heutigen Verlauf verlegt. 1990 wurde das Pionierlager und damit auch die Bahn geschlossen.
Im Jahr 1996 übernahm ein neuer Eigentümer das Gelände des ehemaligen Pionierlagers; am 16. Oktober 1999 konnte nach Instandsetzung der Fahrzeuge und der Strecke und mit einer Sondergenehmigung des Landesbeauftragten für Bahnaufsicht der Fahrbetrieb wieder aufgenommen werden. Anfang der 2000er Jahre wurde ein Haltepunkt an der Festwiese eingerichtet, der 2004 zum Bahnhof erweitert wurde. Im Februar 2010 wurde zum weiteren Erhalt der Parkeisenbahn der Verein Ferienlandeisenbahn Crispendorf e.V. gegründet.
Die Ferienlandeisenbahn Crispendorf zählt jährlich etwa 3000 Fahrgäste.

## Strecke
Die Strecke ist etwa 1,4 Kilometer lang und besitzt an beiden Enden Wendeschleifen, in denen sich die Bahnhöfe Stollen beziehungsweise Hauptbahnhof befinden. Zudem gibt es den Bahnhof Festwiese. Bahnsteige besitzen lediglich die Bahnhöfe Festwiese und Hauptbahnhof, letzterer verfügt zudem über einen Lokschuppen. Am Bahnhof Stollen befindet sich ein Schaubergwerk.

## Fahrzeuge
Bis heute werden in Crispendorf Akkumulatorlokomotiven von Grubenbahnen eingesetzt. In der Anfangszeit kamen dabei die Typen Metallist und EL 71 des Betriebes für Bergbauausrüstungen Aue (BBA) zum Einsatz. Heute besitzt die Bahn eine Lok des Typs EL 61, die 1978 von der Pioniereisenbahn Gera übernommen wurde und jetzt die Bezeichnung EA 44-01 „Crispi“ trägt, sowie eine Lok des Typs B 360, welche im Oktober 2004 der Ferienlandeisenbahn Crispendorf übergeben und als EA 22-01 „Maja“ eingereiht wurde. Des Weiteren verfügt die Parkeisenbahn über fünf Personenwagen, hinzu kommen acht Güter- bzw. Sonderwagen.